# Astacoides petiti
Astacoides petiti é uma espécie de crustáceo da família Parastacidae.
É endémica de Madagáscar.